# Aéroport de Saint-Jean-sur-Richelieu
L'aéroport de Saint-Jean-sur-Richelieu (code IATA : YJN • code OACI : CYJN) est un aéroport situé au sud-ouest de Saint-Jean-sur-Richelieu, en Montérégie, au Québec.

## Description
Chaque année s'y déroule l'International de montgolfières de Saint-Jean-sur-Richelieu. L'aéroport est hôte de l'École de vol à voile de la Région de l'Est des Cadets de l'aviation royale du Canada.

## Opérateurs et destinations
Pour l'instant, l'aéroport n'est que municipal et donc n'a pas de terminal, ce qui amène à ne pas avoir de destinations.

## Source
- (en) Cet article est partiellement ou en totalité issu de l’article de Wikipédia en anglais intitulé « Saint-Jean Airport » (voir la liste des auteurs).